# Dmitri Anatoljewitsch Pewzow

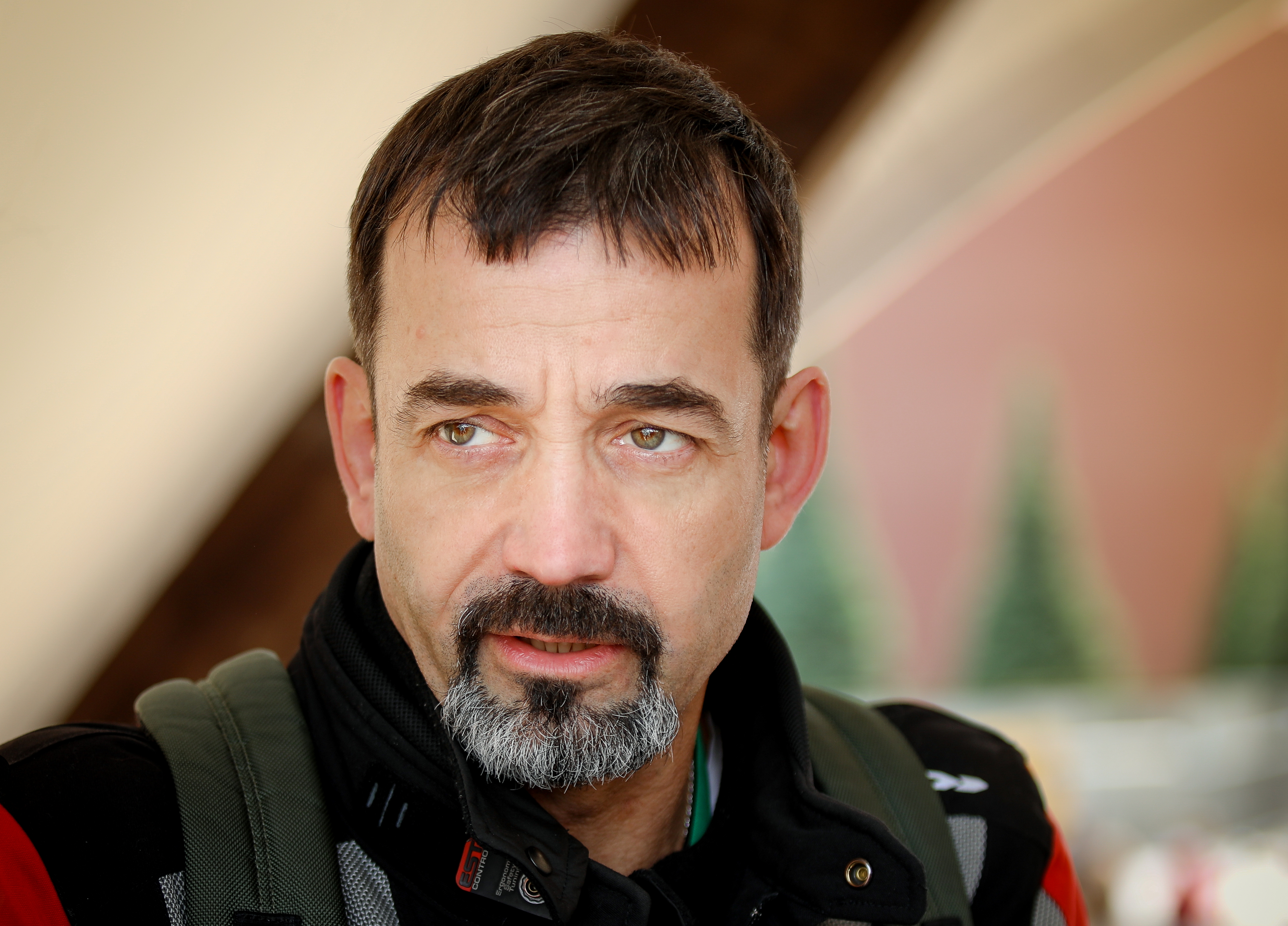
Dmitri Anatoljewitsch Pewzow (2017)

Dmitri Anatoljewitsch Pewzow (russisch Дмитрий Анатольевич Певцов, wiss. Transliteration Dmitrij Anatol'evič Pevcov; * 8. Juli 1963 in Moskau, RSFSR, Sowjetunion) ist ein russischer Schauspieler.

## Leben
Pewzow wurde am 8. Juli 1963 als Sohn des Fünfkampftrainers und Sportarztes Anatoli Iwanowitsch Pewzow (1930–2013) und Noemi Semenowna Robert (* 1928) geboren. Über seine Mutter hat er jüdische Vorfahren. Seit dem 30. Dezember 1994 ist er mit der russischen Schauspielerin Olga Borissowna Drosdowa verheiratet. Die beiden sind Eltern eines Kindes.
1995 wurde er zum Verdienten Künstler Russlands gekürt, 2001 folgte die Ernennung zum Volkskünstler Russlands. 1996 gewann er den Staatspreis der Russischen Föderation.
Seit 2001 nimmt er regelmäßig am Volkswagen Polo Cup Rennen teil. Er ist Unterstützer und Befürworter der Politik von Wladimir Putin.
Seit Mitte der 1980er Jahre ist er als Schauspieler für Fernseh- und Filmproduktionen tätig.

## Filmografie
- 1987: Konets sveta s posleduyushchim simpoziumom (Конец света с последующим симпозиумом)
- 1990: Man nannte ihn Bestie (...Po prozvishchu 'Zver'/...По прозвищу «Зверь»)
- 1996: Russian Mafia/Lebenslinien – Schicksal auf Russisch (Ligne de vie/Линия жизни)
- 2005: Türkisches Gambit: 1877 – Die Schlacht am Bosporus/Höllenschlacht am Bosporus (Turetskiy gambit/Турецкий гамбит)
- 2015: The Ship (Korabl/Корабль) (Fernsehserie, 52 Episoden)
- 2017: O – Sexuelles Verlangen (O lyubvi/О любви)